# Yura Movsisyan
Yura Movsisyan (in armeno: Յուրա Մովսիսյան; Baku, 2 agosto 1987) è un ex calciatore armeno con passaporto statunitense di ruolo attaccante.

## Biografia
È nato in Azerbaigian da genitori armeni. La difficile condizione sociopolitica a cui erano sottoposti gli armeni all'interno della repubblica azera ha spinto la sua famiglia a emigrare negli Stati Uniti, nei pressi di Los Angeles, già sede di una larga comunità di armenoamericani.

## Carriera

### Club
Movsisyan inizia la sua carriera negli Stati Uniti nelle file dello Sporting Kansas City, con cui debutta in Major League Soccer nel 2006, totalizzando 5 reti in 28 partite.

#### Real Salt Lake
Nel 2007 si trasferisce al Real Salt Lake, con cui debutta il 16 ottobre 2007 nella sconfitta interna contro lo Houston Dynamo, venendo espulso per doppia ammonizione. Realizza la prima rete con il club statunitense il 17 luglio 2008 nella sconfitta esterna proprio contro gli Houston Dynamo, segnando la rete del momentaneo 0-1 al primo minuto di gioco; mentre il 28 settembre seguente realizza una doppietta nella vittoria esterna per 2-3 contro i San Jose Earthquakes. Il 23 settembre 2009 gioca la sua ultima partita con il club statunitense nel pareggio esterno (1-1) contro i Los Angeles Galaxy, partendo titolare e venendo sostituito al 75º minuto di gioco. Con il Real Salt Lake totalizza 53 presenze e 15 gol.

#### Randers
Nel gennaio 2010 passa in Danimarca al Randers. Debutta con il club danese il 7 marzo 2010 contro l'Esbjerg, squadra contro cui realizza la sua prima rete il 28 marzo al 78º minuto di gioco su calcio di rigore. Si ripete le settimane seguenti realizzando una doppietta contro il Silkeborg e contro il Midtjylland. Il 1º luglio seguente debutta in Europa League nel primo turno preliminare e realizzando una doppietta contro l'F91 Dudelange. Il club danese, dopo aver superato il Gorica nel secondo turno, nonostante le 3 reti di Movsisyan tra andata e ritorno, deve arrendersi al terzo turno preliminare contro il Losanna, con l'aggregato di 3-4. Gioca la sua ultima partita in Superligaen il 5 dicembre 2010 nel pareggio esterno per 1-1 contro il SønderjyskE. Con il club danese totalizza 30 presenze in campionato e 12 gol.

#### Krasnodar
Nel gennaio 2011 si trasferisce al Krasnodar, con cui debutta il 6 marzo nella sconfitta esterna per 0-1 contro l'Amkar Perm', nella partita valida per gli ottavi di finale della Coppa di Russia 2010-2011, subentrando al 75º minuto a Joãozinho. Realizza la sua prima rete con il club russo il 19 marzo nella vittoria interna (2-0), contro lo Spartak-Nal'čik. Gioca la sua ultima partita con il Krasnodar il 27 ottobre 2012 contro il Volga Nižnij Novgorod, partendo titolare. Conclude la sua esperienza con il Krasnodar totalizzando 50 presenze e 23 reti.

#### Spartak Mosca
Nel dicembre 2012 passa allo Spartak Mosca per 6 milioni di euro. Debutta con il club moscovita il 10 marzo segnando una tripletta contro il Terek Groznyj. Con 13 reti segnate, 9 con il Krasnodar e 4 con lo Spartak Mosca, è stato il capocannoniere della Prem'er-Liga 2012-2013 a pari merito con Wanderson. Nella sua prima stagione a Mosca totalizza 8 presenze e 4 gol.

#### Ritorno al Real Salt Lake
Il 15 gennaio 2016, il Real Salt Lake comunica di aver tesserato Movsisyan in prestito con lo status di giocatore designato, ovvero la regola che consente al club di evitare l'impatto sul tetto salariale dello stipendio di uno specifico giocatore. Il 10 ottobre 2016, la squadra con sede a Salt Lake City annuncia di aver firmato il giocatore a titolo definitivo. Dopo aver segnato 16 gol in 57 partite nell'arco di due stagioni, viene messo fuori rosa prima dell'inizio della Major League Soccer 2018, complici anche il poco spazio a disposizione sul finire del campionato precedente e alcuni contrasti con l'allenatore Mike Petke.

#### Djurgården
Il 25 marzo 2018 viene ingaggiato dal Djurgården, squadra svedese della capitale Stoccolma, che lo tessera con un prestito semestrale ma rinnovabile fino alla fine del 2018. La parentesi tuttavia si rivela breve e poco fortunata: è costretto a saltare le prime due giornate per via di problemi burocratici con il permesso di lavoro, poi il 15 aprile debutta subentrando nel secondo tempo del derby perso contro l'AIK ma viene espulso per un accenno di testata, la quale gli causa una squalifica di due giornate. Tornato dalla squalifica, entra in campo dalla panchina nelle sfide contro Hammarby e Malmö FF, senza segnare in entrambi i casi. Quindi rimane in panchina in due occasioni prima di ottenere la prima partenza da titolare, durante la quale si infortuna al ginocchio nel corso del primo tempo. Da lì in poi non colleziona altre presenze, il 4 luglio infatti il club svedese comunica che il giocatore è negli Stati Uniti per operarsi al menisco e che il prestito in scadenza non sarà prolungato.

### Nazionale
Dopo aver pensato di rappresentare gli Stati Uniti (le FIFA Eligibily Rules glielo permettevano), ha scelto di rappresentare la nazionale armena con cui debutta con l'11 agosto 2010 in una sconfitta per 1-3 contro l'Iran in amichevole. La sua prima rete in nazionale la realizza il 7 settembre 2010 contro la Macedonia del Nord in un incontro valdo per le qualificazioni a Euro 2012.
Nel 2018, dopo un esilio di 3 anni dalla Nazionale (dovute a delle presunte combine del giocatore), e il 16 novembre in un match di UEFA Nations League 2018-2019 contro Gibilterra, terminato 6-2, segna un poker. Stabilisce dunque il record di segnature in un singolo incontro (4) nella storia della UEFA Nations League.
Al termine del torneo, con 5 reti,  risulta il secondo miglior marcatore della competizione a pari merito con lo svizzero Haris Seferovic, lo scozzese James Forrest e il bielorusso Stanislaŭ Drahun.

## Statistiche

### Presenze e reti nei club
Statistiche aggiornate al 6 ottobre 2018.
| Stagione             | Squadra              | Campionato           | Campionato | Campionato | Coppe nazionali | Coppe nazionali | Coppe nazionali | Coppe continentali | Coppe continentali | Coppe continentali | Altre coppe | Altre coppe | Altre coppe | Totale | Totale |
| Stagione             | Squadra              | Comp                 | Pres       | Reti       | Comp            | Pres            | Reti            | Comp               | Pres               | Reti               | Comp        | Pres        | Reti        | Pres   | Reti   |
| -------------------- | -------------------- | -------------------- | ---------- | ---------- | --------------- | --------------- | --------------- | ------------------ | ------------------ | ------------------ | ----------- | ----------- | ----------- | ------ | ------ |
| 2006                 | Kansas City Wizards  | MLS                  | 10         | 0          | USOC            | 0               | 0               | -                  | -                  | -                  | -           | -           | -           | 10     | 0      |
| 2007                 | Kansas City Wizards  | MLS                  | 18         | 5          | USOC            | 0               | 0               | -                  | -                  | -                  | -           | -           | -           | 18     | 5      |
| Totale City Wizards  | Totale City Wizards  | Totale City Wizards  | 28         | 5          |                 | 0               | 0               |                    |                    |                    |             | -           | -           | 28     | 5      |
| 2007                 | Real Salt Lake       | MLS                  | 5          | 0          | USOC            | 0               | 0               | -                  | -                  | -                  | -           | -           | -           | 5      | 0      |
| 2008                 | Real Salt Lake       | MLS                  | 22+3       | 7+1        | USOC            | 0               | 0               | -                  | -                  | -                  | -           | -           | -           | 25     | 8      |
| 2009                 | Real Salt Lake       | MLS                  | 26+4       | 8+0        | USOC            | 0               | 0               | -                  | -                  | -                  | -           | -           | -           | 30     | 8      |
| Totale Salt Lake     | Totale Salt Lake     | Totale Salt Lake     | 53+7       | 15+1       |                 | 0               | 0               |                    |                    |                    |             | -           | -           | 60     | 16     |
| gen.-mag. 2010       | Randers              | SD                   | 13         | 7          | DBU             | -               | -               | -                  | -                  | -                  | -           | -           | -           | 13     | 7      |
| 2010-2011            | Randers              | SD                   | 17         | 5          | DBU             | 1               | 0               | UEL                | 5                  | 5                  | -           | -           | -           | 23     | 10     |
| Totale Randers       | Totale Randers       | Totale Randers       | 30         | 12         |                 | 1               | 0               |                    | 5                  | 5                  |             |             |             | 36     | 17     |
| 2011-2012            | Krasnodar            | PL                   | 37         | 14         | KR              | 1               | 0               |                    | -                  | -                  |             | -           | -           | 38     | 14     |
| 2012-2013            | Krasnodar            | PL                   | 13         | 9          | KR              | 0               | 0               |                    | -                  | -                  |             | -           | -           | 13     | 9      |
| Totale Krasnodar     | Totale Krasnodar     | Totale Krasnodar     | 50         | 23         |                 | 1               | 0               |                    |                    |                    |             |             |             | 51     | 23     |
| mar.-mag. 2013       | Spartak Mosca        | PL                   | 8          | 4          | CR              | 0               | 0               | UCL                | -                  | -                  | -           | -           | -           | 8      | 4      |
| 2013-2014            | Spartak Mosca        | PL                   | 27         | 16         | KR              | 1               | 0               | UEL                | 2                  | 2                  | -           | -           | -           | 30     | 18     |
| 2014-2015            | Spartak Mosca        | PL                   | 16         | 2          | KR              | 1               | 0               | -                  | -                  | -                  | -           | -           | -           | 8      | 1      |
| 2015-gen. 2016       | Spartak Mosca        | PL                   | 11         | 3          | KR              | 0               | 0               | -                  | -                  | -                  | -           | -           | -           | 8      | 1      |
| Totale Spartak Moska | Totale Spartak Moska | Totale Spartak Moska | 62         | 25         |                 | 2               | 0               |                    | 2                  | 2                  |             |             |             | 66     | 27     |
| 2016                 | Real Salt Lake       | MLS                  | 29         | 9          | USOC            | 2               | 0               | CCL                | 2                  | -                  | -           | -           | -           | 33     | 9      |
| 2017                 | Real Salt Lake       | MLS                  | 28         | 7          | USOC            | -               | -               |                    | -                  | -                  | -           | -           | -           | 28     | 7      |
| 2018                 | Djurgården           | A                    | 4          | 0          | SC              | -               | -               | -                  | -                  | -                  | -           | -           | -           | 4      | 0      |
| sett.-nov. 2018      | Chicago Fire         | MLS                  | 1          | 0          | USOC            | -               | -               | -                  | -                  | -                  | -           | -           | -           | 1      | 0      |
| Totale carriera      | Totale carriera      | Totale carriera      | 292        | 97         |                 | 4               | 0               |                    | 8                  | 7                  |             |             |             | 304    | 104    |

### Cronologia presenze e reti in nazionale
| Cronologia completa delle presenze e delle reti in nazionale ― Armenia | Cronologia completa delle presenze e delle reti in nazionale ― Armenia | Cronologia completa delle presenze e delle reti in nazionale ― Armenia | Cronologia completa delle presenze e delle reti in nazionale ― Armenia | Cronologia completa delle presenze e delle reti in nazionale ― Armenia | Cronologia completa delle presenze e delle reti in nazionale ― Armenia | Cronologia completa delle presenze e delle reti in nazionale ― Armenia | Cronologia completa delle presenze e delle reti in nazionale ― Armenia |
| Data                                                                   | Città                                                                  | In casa                                                                | Risultato                                                              | Ospiti                                                                 | Competizione                                                           | Reti                                                                   | Note                                                                   |
| ---------------------------------------------------------------------- | ---------------------------------------------------------------------- | ---------------------------------------------------------------------- | ---------------------------------------------------------------------- | ---------------------------------------------------------------------- | ---------------------------------------------------------------------- | ---------------------------------------------------------------------- | ---------------------------------------------------------------------- |
| 11-8-2010                                                              | Erevan                                                                 | Armenia                                                                | 1 – 3                                                                  | Iran                                                                   | Amichevole                                                             | -                                                                      | 14’                                                                    |
| 3-9-2010                                                               | Erevan                                                                 | Armenia                                                                | 0 – 1                                                                  | Irlanda                                                                | Qual. Euro 2012                                                        | -                                                                      |                                                                        |
| 7-9-2010                                                               | Skopje                                                                 | Macedonia                                                              | 2 – 2                                                                  | Armenia                                                                | Qual. Euro 2012                                                        | 1                                                                      | 77’                                                                    |
| 8-10-2010                                                              | Erevan                                                                 | Armenia                                                                | 3 – 1                                                                  | Slovacchia                                                             | Qual. Euro 2012                                                        | 1                                                                      |                                                                        |
| 12-10-2010                                                             | Erevan                                                                 | Armenia                                                                | 4 – 0                                                                  | Andorra                                                                | Qual. Euro 2012                                                        | 1                                                                      | 54’                                                                    |
| 26-3-2011                                                              | Erevan                                                                 | Armenia                                                                | 0 – 0                                                                  | Russia                                                                 | Qual. Euro 2012                                                        | -                                                                      |                                                                        |
| 4-6-2011                                                               | San Pietroburgo                                                        | Russia                                                                 | 3 – 1                                                                  | Armenia                                                                | Qual. Euro 2012                                                        | -                                                                      | 21’                                                                    |
| 10-8-2011                                                              | Kaunas                                                                 | Lituania                                                               | 3 – 0                                                                  | Armenia                                                                | Amichevole                                                             | -                                                                      | 58’                                                                    |
| 6-9-2011                                                               | Žilina                                                                 | Slovacchia                                                             | 0 – 4                                                                  | Armenia                                                                | Qual. Euro 2012                                                        | 1                                                                      | 85’                                                                    |
| 7-10-2011                                                              | Erevan                                                                 | Armenia                                                                | 4 – 1                                                                  | Macedonia                                                              | Qual. Euro 2012                                                        | -                                                                      |                                                                        |
| 11-10-2011                                                             | Dublino                                                                | Irlanda                                                                | 2 – 1                                                                  | Armenia                                                                | Qual. Euro 2012                                                        | -                                                                      |                                                                        |
| 29-2-2012                                                              | Limassol                                                               | Armenia                                                                | 3 – 1                                                                  | Canada                                                                 | Amichevole                                                             | -                                                                      | 75’                                                                    |
| 31-5-2012                                                              | Kufstein                                                               | Grecia                                                                 | 1 – 0                                                                  | Armenia                                                                | Amichevole                                                             | -                                                                      |                                                                        |
| 5-6-2012                                                               | Erevan                                                                 | Armenia                                                                | 3 – 0                                                                  | Kazakistan                                                             | Amichevole                                                             | 1                                                                      | 87’                                                                    |
| 15-8-2012                                                              | Erevan                                                                 | Armenia                                                                | 1 – 2                                                                  | Bielorussia                                                            | Amichevole                                                             | -                                                                      |                                                                        |
| 7-9-2012                                                               | Ta' Qali                                                               | Malta                                                                  | 0 – 1                                                                  | Armenia                                                                | Qual. Mondiali 2014                                                    | -                                                                      |                                                                        |
| 11-9-2012                                                              | Sofia                                                                  | Bulgaria                                                               | 1 – 0                                                                  | Armenia                                                                | Qual. Mondiali 2014                                                    | -                                                                      |                                                                        |
| 12-10-2012                                                             | Erevan                                                                 | Armenia                                                                | 1 – 3                                                                  | Italia                                                                 | Qual. Mondiali 2014                                                    | -                                                                      |                                                                        |
| 26-3-2013                                                              | Erevan                                                                 | Armenia                                                                | 0 – 3                                                                  | Rep. Ceca                                                              | Qual. Mondiali 2014                                                    | -                                                                      | 43’                                                                    |
| 7-6-2013                                                               | Erevan                                                                 | Armenia                                                                | 0 – 1                                                                  | Malta                                                                  | Qual. Mondiali 2014                                                    | -                                                                      | 46’                                                                    |
| 11-6-2013                                                              | Copenaghen                                                             | Danimarca                                                              | 0 – 4                                                                  | Armenia                                                                | Qual. Mondiali 2014                                                    | 2                                                                      | 84’                                                                    |
| 14-8-2013                                                              | Tirana                                                                 | Albania                                                                | 2 – 0                                                                  | Armenia                                                                | Amichevole                                                             | -                                                                      |                                                                        |
| 6-9-2013                                                               | Praga                                                                  | Rep. Ceca                                                              | 1 – 2                                                                  | Armenia                                                                | Qual. Mondiali 2014                                                    | -                                                                      | 41’                                                                    |
| 11-10-2013                                                             | Erevan                                                                 | Armenia                                                                | 2 – 1                                                                  | Bulgaria                                                               | Qual. Mondiali 2014                                                    | 1                                                                      | 90+4’                                                                  |
| 15-10-2013                                                             | Napoli                                                                 | Italia                                                                 | 2 – 2                                                                  | Armenia                                                                | Qual. Mondiali 2014                                                    | 1                                                                      |                                                                        |
| 5-3-2014                                                               | Krasnodar                                                              | Russia                                                                 | 2 – 0                                                                  | Armenia                                                                | Amichevole                                                             | -                                                                      | 87’                                                                    |
| 27-5-2014                                                              | Ginevra                                                                | Emirati Arabi Uniti                                                    | 3 – 4                                                                  | Armenia                                                                | Amichevole                                                             | -                                                                      | 70’                                                                    |
| 31-5-2014                                                              | Sion                                                                   | Algeria                                                                | 3 – 1                                                                  | Armenia                                                                | Amichevole                                                             | -                                                                      | 62’                                                                    |
| 6-6-2014                                                               | Magonza                                                                | Germania                                                               | 6 – 1                                                                  | Armenia                                                                | Amichevole                                                             | -                                                                      |                                                                        |
| 14-11-2014                                                             | Faro                                                                   | Portogallo                                                             | 1 – 0                                                                  | Armenia                                                                | Qual. Euro 2016                                                        | -                                                                      |                                                                        |
| 29-3-2015                                                              | Scutari                                                                | Albania                                                                | 2 – 1                                                                  | Armenia                                                                | Qual. Euro 2016                                                        | -                                                                      |                                                                        |
| 4-9-2015                                                               | Novi Sad                                                               | Serbia                                                                 | 2 – 0                                                                  | Armenia                                                                | Qual. Euro 2016                                                        | -                                                                      |                                                                        |
| 7-9-2015                                                               | Erevan                                                                 | Armenia                                                                | 0 – 0                                                                  | Danimarca                                                              | Qual. Euro 2016                                                        | -                                                                      |                                                                        |
| 11-10-2015                                                             | Erevan                                                                 | Armenia                                                                | 0 – 3                                                                  | Albania                                                                | Qual. Euro 2016                                                        | -                                                                      |                                                                        |
| 13-10-2018                                                             | Erevan                                                                 | Armenia                                                                | 0 – 1                                                                  | Gibilterra                                                             | UEFA Nations League 2018-2019 - 1º turno                               | -                                                                      | 69’                                                                    |
| 16-10-2018                                                             | Erevan                                                                 | Armenia                                                                | 4 – 0                                                                  | Macedonia                                                              | UEFA Nations League 2018-2019 - 1º turno                               | 1                                                                      | 74’                                                                    |
| 16-11-2018                                                             | Gibilterra                                                             | Gibilterra                                                             | 2 – 6                                                                  | Armenia                                                                | UEFA Nations League 2018-2019 - 1º turno                               | 4                                                                      | 8’ 70’                                                                 |
| 19-11-2018                                                             | Vaduz                                                                  | Liechtenstein                                                          | 2 – 2                                                                  | Armenia                                                                | UEFA Nations League 2018-2019 - 1º turno                               | -                                                                      |                                                                        |
| Totale                                                                 |                                                                        | Presenze                                                               | 38                                                                     |                                                                        | Reti (2º posto)                                                        | 14                                                                     |                                                                        |

## Palmarès

### Club
- Campionato MLS: 1

Real Salt Lake: 2009
- Coppa di Svezia: 1

Djurgarden: 2017-2018

### Individuale
- Capocannoniere della Prem'er-Liga: 1

2012-2013 (13 gol)